# 枢要徳
枢要徳（すうようとく、羅: virtutes cardinales, 英: cardinal virtues）とは、古代ギリシア以来の西洋の中心的な徳目のこと。主に4つあるので、四徳（しとく）、四元徳（しげんとく）とも呼ぶ。

## 構成
枢要徳は、基本的に以下の4つから成る。
- 知慮・思慮・知恵 （希: φρόνησις プロネーシス, 羅: prudentia, sapientia, 英: prudence, wisdom）
- 勇気 （希: ἀνδρεία アンドレイア, 羅: fortia, 英: fortitude, courage）
- 節制 （希: σωφροσύνη ソープロシュネー, 羅: temperantia, 英: temperance）
- 正義 （希: δικαιοσύνη ディカイオシュネー, 羅: justitia, 英: justice）

## 歴史

### 古代ギリシア
プラトンは、主著『国家』第4巻にて、国家にも個人にも共通して持たれるべき徳目として、まさにこの四元徳を挙げている。また、『プロタゴラス』では、徳の部分に関して、この四元徳に「敬虔」も加えて言及している。また、『ゴルギアス』でもやはり同じように、徳に関して、この四元徳に「敬虔」を加える形で言及している。
なお、『国家』の伝統的副題は「正義について」であり、「正義」という観点から議論が進められる。「節制」を主題に扱った対話篇としては『カルミデス』が、「勇気」を主題に扱った対話篇としては『ラケス』が、「敬虔」を主題に扱った対話篇としては『エウテュプロン』ある。
アリストテレスも、『ニコマコス倫理学』や『弁論術』の中で、これらのみを強調しているわけではないが、当然のごとく主要な徳目の中に入れて説明している。

### 古代ローマ
ラテン教父のアンブロジウスが『教役者の義務について』で、キケロ『義務について』の影響のもと、「枢要徳」（羅: virtutes cardinales）の概念を確立した。

### 中世
キリスト教においては、上記の四元徳に、
- 信仰 （希: πίστις ピスティス, 羅: fidem, 英: faith）
- 希望 （希: ἐλπίς エルピス, 羅: spes, 英: hope）
- （無償の）愛 （希: ἀγάπη アガペー, 羅: caritas, 英: charity, love）

の「対神徳」3つを加えて、「七元徳」とした。
（なお、上記の3つの内、「信仰」に関しては「敬虔」として、また「神の無償の愛」としての「アガペー」に関しては後期末（最後）の対話篇『法律』の神学部分である第10巻における「神々は人間を配慮していて、宇宙全体の善を目指している（だから人間もそれに応えて善を目指していかなくてはならない）」といった記述として、プラトンの時代から既に提示されている発想であることに、留意が必要。「希望」に関しても、パンドラの神話をはじめとして古くから存在する発想・概念である。したがって、これらは別にキリスト教オリジナルの発想というわけではない。）